# Justitiedepartementet
Justitiedepartementet (Ju) är det departement inom det svenska regeringskansliet som ansvarar för frågor om bland annat rättsväsendet inklusive polisväsendet, brottsbekämpande inklusive terrorism, kriminalvård, krisberedskap och frågor som rör migration och asyl. Departementet ansvarar även för lagstiftningen inom områdena för statsrätten, den allmänna förvaltningsrätten, processrätten, civilrätten samt straffrätten. 
Departementschef är Sveriges justitieminister Gunnar Strömmer. Ett annat statsråd vid departementet är migrationsminister Johan Forssell. Vid departementet arbetar omkring 350 medarbetare, flertalet opolitiska tjänstemän. Dess lokaler ligger i Rosenbad.

## Historik
Föregångaren till Justitiedepartementet kan sägas vara Justitierevisionen samt Nedre justitierevisionen. Det senare var ett statliga ämbetsverk som verkade fram till 1972, och Justitiestatsministern samt senare Justitieministern var även chefer för Nedre justitierevisionen.
Justitiedepartementet bildades 1840 i samband med Departementalreformen. Då var Justitiedepartementet ett av sju departement. I dag är Justitiedepartementet ett av elva departement, som tillsammans med Statsrådsberedningen och Förvaltningsavdelningen utgör Regeringskansliet. Justitiedepartementets verksamhetsområden har skiftat genom åren, men lagstiftning har alltid varit en av departementets kärnverksamheter. 
I och med den borgerliga regeringens tillträde i oktober 2006, flyttades integration- och jämställdhetsfrågor till det nya Integrations- och jämställdhetsdepartementet, som inrättades den 1 januari 2007. Ansvaret för idrottsfrågor, som tidigare hanterades inom Justitiedepartementet, flyttades samtidigt till Kulturdepartementet. I gengäld flyttades migrationsfrågorna till Justitiedepartementet från Utrikesdepartementet. Den 1 januari 2015 övertog Justitiedepartementet ansvaret för krisberedskapsfrågor, bland annat Kansliet för krishantering som tidigare varit placerat vid Statsrådsberedningen, samtidigt som konsument- och demokratifrågor flyttades till Finansdepartementet respektive Kulturdepartementet.

## Statsråd

### Justitiestatsminister
Se Justitiestatsminister

### Justitieminister
Se Sveriges justitieminister

### Övriga statsråd på Justitiedepartementet
| Namn | Namn                    | Befattning                                                      | Ämbetsperiod                      | Politisk tillhörighet    |
| ---- | ----------------------- | --------------------------------------------------------------- | --------------------------------- | ------------------------ |
|      | Carl Axel Petri         | energiminister                                                  | 9 november 1979–5 maj 1981        | opolitisk                |
|      | Reidunn Laurén          | Juristkonsult                                                   | 4 oktober 1991–7 oktober 1994     | opolitisk                |
|      | Britta Lejon            | Demokrati- och förvaltningsminister                             | 7 oktober 1998–21 oktober 2002    | Socialdemokraterna       |
|      | Mona Sahlin             | integrations- och storstadsminister                             | 16 oktober 2000–21 oktober 2002   | Socialdemokraterna       |
|      | Mona Sahlin             | Demokrati-, integrations-, jämställdhets- och idrottsminister   | 21 oktober 2002–31 oktober 2004   | Socialdemokraterna       |
|      | Jens Orback             | Demokrati-, storstads-, integrations- och jämställdhetsminister | 1 november 2004–6 oktober 2006    | Socialdemokraterna       |
|      | Nyamko Sabuni           | Integrations- och jämställdhetsminister                         | 6 oktober 2006–31 december 2006   | Folkpartiet              |
|      | Tobias Billström        | Migrationsminister                                              | 6 oktober 2006–3 oktober 2014     | Moderata samlingspartiet |
|      | Anders Ygeman           | Inrikesminister                                                 | 3 oktober 2014–27 juli 2017       | Socialdemokraterna       |
|      | Heléne Fritzon          | Migrationsminister, biträdande justitieminister                 | 27 juli 2017–21 januari 2019      | Socialdemokraterna       |
|      | Mikael Damberg          | Inrikesminister                                                 | 21 januari 2019–30 november 2021  | Socialdemokraterna       |
|      | Anders Ygeman           | Integrations-, migrations- och idrottsminister                  | 30 november 2021–18 oktober 2022  | Socialdemokraterna       |
|      | Maria Malmer Stenergard | migrationsminister                                              | 18 oktober 2022–10 september 2024 | Moderaterna              |
|      | Johan Forssell          | migrationsminister                                              | 10 september 2024–                | Moderaterna              |

## Statssekreterarehos justitieministern
- Sven Hagströmer 1917–1923
- Gustaf Grefberg 1923–1924
- Erik Kellberg 1924–1929
- John Alsén 1930–1932
- Ragnar Gyllenswärd 1932–1933
- Carl Gustaf Eklund 1933–1935
- Gunnar Dahlman 1935–1939
- Carl Gustaf Hellquist 1939–1943
- Axel Gösta Walin 1943–1947
- Ingvar Lindell 1947–1949
- Sven Edling 1949–1953
- Björn Kjellin 1953–1957
- Per Gunnar Bergsten 1957–1961
- Bengt Vilhelm Hult 1961– 1963
- Carl V. Holmberg 1963–1965
- Ove Rainer 1965–1973
- Ulf Nordenson (tillförordnad) 1973
- Sven Andersson[särskiljning behövs] 1973–1976
- Henry Montgomery 1976–1979
- Ove Lindh 1979– 1981
- Bo Broomé 1981–1982
- Harald Fälth 1982–1987
- Sten Heckscher 1987–1991
- Krister Thelin 1991–1994
- Kristina Rennerstedt 1994–2001
- Dan Eliasson 2001–2006
- Magnus G. Graner 2006–2014
- Martin Valfridsson 2011–2014
- Lars Westbratt 2014–2017, 2019–2022  (under perioden 2017–2019 statssekreterare på departementet åt migrationsministern, se nedan)
- Catharina Espmark 2014–2022
- Charlotte Svensson 2017–2018 (perioden 2016–2017 statssekreterare på departementet åt inrikesministern, se nedan)
- Charlotte Kugelberg 2022–[2]

## Övriga statssekreterare på Justitiedepartementet sedan 2006
- Gustaf Lind 2006–2008, åt migrationsminister Tobias Billström.
- Minna Ljunggren 2008–2014, åt migrationsminister Tobias Billström.
- Ann Linde 2014–2016, åt inrikesminister Anders Ygeman.
- Charlotte Svensson 2016–2017, åt inrikesminister Anders Ygeman.
- Lars Westbratt 2017–2019, åt migrationsminister Heléne Fritzon.
- Elisabeth Backteman 2019–2021, åt inrikesminister Mikael Damberg.
- Oskar Magnusson 2020–2021, åt inrikesminister Mikael Damberg.
- Elin Almqvist 2021–2022, åt integrations- och migrationsminister Anders Ygeman.
- Sebastian de Toro 2021–2022, åt integrations- och migrationsminister Anders Ygeman.
- Anders Hall 2022–2024, åt migrationsminister Maria Malmer Stenergard och från 2024 åt migrationsminister Johan Forssell.

## Expeditionschefer vid Justitiedepartementet
- Nils Samuel von Koch 1840–1843
- Göran Magnus Arell 1843–1845
- Adolf Martin Joachim Alexanderson 1845–1847
- Fredrik Iggeström 1847–1852
- Jacob Anders Christoffer Quensel 1852–1853
- Carl Johan Thyselius 1853–1856
- Victor Cramér 1856–1859
- Eduard Carleson 1859–1860
- Walfrid Bolin 1860–1861
- Arendt Dreijer 1861–1866
- Frans Fabian Huss 1866–1867
- Carl Gustaf Strandberg 1867–1868
- Carl Gustaf Hernmarck 1868–1875
- Gustaf Ryding 1875–1879
- Ludvig Annerstedt 1879–1883
- Anders Victor Åbergson 1883–1884
- Gustaf Robert Lilienberg 1884–1887
- Lennart Groll 1887–1888
- Paul Isberg 1888–1889
- Karl Georg Lindbäck 1889–1892
- Albert Petersson 1892–1896
- Johan Olof Ramstedt 1896–1898
- Eberhard Quensel 1898–1902
- Karl Fredrik Silverstolpe 1902
- Edvard Petrén 1902–1905
- Carl Berg 1905–1907
- Carl Arvid Svedelius 1907–1909
- Steno Stenberg 1909–1914
- Sven Hagströmer 1914–1923 (även statssekreterare från 1917, nyinrättad chefstitel på Justitiedepartementet)
- Gustaf Grefberg, 1923–1924 (även statssekreterare)[3]
- Erik Kellberg 1924–1929 (även statssekreterare)[3]
- Gösta Siljeström 1930–1933 (tillförordnad 1929)[3]
- Carl Gustaf Eklund 1933[3]
- Gunnar Dahlman 1933–1935[3]
- Gustaf Eriksson 1935–1938[3]
- Carl Romberg 1938–1947[3]
- Carl-Gustaf Bruno tillförordnad 1940–1947[3]
- Carl-Gustaf Bruno 1948–1951[3]

### Sentida expeditionschefer
- Lars-Olov Hillerudh –1980
- Ulf Arrfelt 1980–1986
- K-G Ekeberg 1986–1992
- Göran Regner 1992–1995
- Stefan Strömberg 1995–1998
- Lars Dahllöf 1998–2001
- Thomas Rolén 2001–2005
- Nils Öberg 2005–2012
- Stefan Johansson 2012–2016
- Johan Danelius 2016–2020
- Jenny Kvarnholt 2020–

## Myndigheter under Justitiedepartementet
- Arrendenämnden
- Brottsförebyggande rådet (BRÅ)
- Brottsoffermyndigheten (BrOM)
- Domarnämnden
- Domstolsverket (DV)
- Ekobrottsmyndigheten (EBM)
- Gentekniknämnden
- Hyresnämnden
- Integritetsskyddsmyndigheten (IMY)
- Justitiekanslern (JK)
- Kriminalvården
- Lagrådet
- Migrationsverket
- Myndigheten för samhällsskydd och beredskap (MSB)
- Myndigheten för psykologiskt försvar
- Polismyndigheten
- Revisorsinspektionen (RI)
- Rättshjälpsmyndigheten
- Rättsmedicinalverket (RMV)
- Statens haverikommission (SHK)
- Stiftelsen för rättsinformation
- Säkerhets- och integritetsskyddsnämnden
- Säkerhetspolisen
- Trafikskadenämnden
- Åklagarmyndigheten